# Park Row Building
Park Row Building je výšková budova v New Yorku. Byla dokončena v roce 1899 na adrese 15 Park Row a má 30 pater. Jejím architektem byl Robert H. Robertson. V letech 1899–1901 byla nejvyšší budovou na světě.
Budova má podobný design jako některé jiné světové stavby, např. Klášter São Vicente de Fora.